# Lista de prefeitos de Sinop
Esta é a lista de prefeitos do município de Sinop, estado brasileiro de Mato Grosso.
| Nº | Nome                                                   | Imagem                | Partido                                          | Início do mandato       | Fim do mandato                          | Observações |
| 1  | Osvaldo de Paula                                       |                       | Partido Democrático Social PDS                   | 17 de dezembro de 1979  | 31 de janeiro de 1983                   | Após a criação do Município de Sinop, foi nomeado pelo Governo do Estado para administrar a nova cidade até que ocorressem as eleições previstas para o ano de 1982, quando foi eleito o 1º Prefeito de Sinop. |
| 2  | Geraldino dal Maso (??, 11.11.1942– Sinop, 13.12.2016) |                       | Partido Democrático Social PDS                   | 1° de fevereiro de 1983 | 31 de dezembro de 1988                  | Primeiro prefeito eleito em sufrágio universal. |
| 3  | Adenir Alves Barbosa (Mineiros, 04.09.1944–)           |                       | Partido Trabalhista Brasileiro PTB               | 1° de janeiro de 1989   | 31 de dezembro de 1992                  | Prefeito eleito em sufrágio universal |
| 4  | Antônio Contini                                        |                       | Partido da Frente Liberal PFL                    | 1° de janeiro de 1993   | 31 de dezembro de 1996                  | Prefeito eleito em sufrágio universal |
| 5  | Adenir Alves Barbosa (Mineiros, 04.09.1944–)           |                       | Partido Trabalhista Brasileiro PTB               | 1° de janeiro de 1997   | 31 de dezembro de 2000                  | Prefeito eleito em sufrágio universal |
| 6  | Nilson Leitão (Cassilândia, 25.02.1969–)               |                       | Partido da Social Democracia Brasileira PSDB     | 1° de janeiro de 2001   | 31 de dezembro de 2004                  | Prefeito eleito em sufrágio universal |
| 6  | Nilson Leitão (Cassilândia, 25.02.1969–)               | 1° de janeiro de 2005 | Partido da Social Democracia Brasileira PSDB     | 31 de dezembro de 2008  | Prefeito reeleito em sufrágio universal | |
| 7  | Juarez Costa (Londrina, 20.01.1960–)                   |                       | Partido do Movimento Democrático Brasileiro PMDB | 1° de janeiro de 2009   | 31 de dezembro de 2012                  | Prefeito eleito em sufrágio universal |
| 7  | Juarez Costa (Londrina, 20.01.1960–)                   | 1° de janeiro de 2013 | Partido do Movimento Democrático Brasileiro PMDB | 31 de dezembro de 2016  | Prefeito reeleito em sufrágio universal | |
| 8  | Rosana Tereza Martinelli (Palotina, 09.12.1966–)       |                       | Partido Liberal PL                               | 1° de janeiro de 2017   | 31 de dezembro de 2020                  | Prefeita eleita em sufrágio universal |
| 9  | Roberto Dorner (Bom Retiro, 06.04.1948–)               |                       | Republicanos REP                                 | 1° de janeiro de 2021   | 31 de dezembro de 2024                  | Prefeito eleito em sufrágio universal |
| 9  | Roberto Dorner (Bom Retiro, 06.04.1948–)               | Partido Liberal PL    | 1° de janeiro de 2025                            | Atualidade              | Prefeito reeleito em sufrágio universal | |